# Edward Cook
Edward Tiffin Cook, Jr. (27. listopadu 1889, Chillicothe ve státě Ohio – 18. října 1972 tamtéž) byl americký atlet, který zvítězil na olympijských hrách v roce 1908 ve skoku o tyči.

## Sportovní kariéra
Věnoval se řadě atletických disciplín – skoku o tyči, skoku dalekém i překážkovým sprintům. Stal se mistrem USA ve skoku o tyči v letech 1907 a 1911.
Na olympiádě v Londýně v roce 1908 startoval ve skoku dalekém a ve skoku o tyči. Mezi dálkaři skončil čtvrtý. Ve skoku o tyči spolu se svým krajanem Alfredem Gilbertem získal ex aequo zlatou medaili. Vzhledem k dlouhému průběhu závodu souvisejícím s dramatickým průběhem olympijského maratonu rozhodčí rozhodli o nepokračování soutěže a udělili dvě zlaté a tři bronzové medaile.